# Saint Kitts
Saint Kitts este o insulă cu suprafața de 169 km² și 39.000 de locuitori, situată în Marea Caraibilor, arhipelagul Antilele Mici, care aparține de statul federal insular Saint Kitts și Nevis.
Numele insulei provine din spaniolă nume dat după Cristofor Columb „Saint Christopher”.
În perioada glaciară nivelul mării era sub nivelul ei actual cu ca. 60 de m., astfel că cele două insule, Saint Kitts și Nevis, erau unite. Insula este situată la 2.021 km de Miami și la numai 3 km nord de insula Nevis. Populația insulei este formată din urmașii sclavilor aduși din Africa. Limba oficială este engleza. Capitala statului insular este orașul portuar Basseterre. Pe insulă se află un lanț muntos cu trei vulcani stinși „ Mount Misery” „Verchilds” și „Mount Liamugia” care are altitudinea de 1.156 m deasupra n.m.